# Colonia Vicente Guerrero, Tlaxcala
Colonia Vicente Guerrero är en ort i Mexiko.   Den ligger i kommunen El Carmen Tequexquitla och delstaten Tlaxcala, i den sydöstra delen av landet, 150 km öster om huvudstaden Mexico City. Colonia Vicente Guerrero ligger 2 393 meter över havet och antalet invånare är 286.
Terrängen runt Colonia Vicente Guerrero är platt åt sydväst, men åt nordost är den kuperad. Runt Colonia Vicente Guerrero är det ganska tätbefolkat, med 239 invånare per kvadratkilometer. Närmaste större samhälle är Villa de El Carmen Tequexquitla, 5,5 km öster om Colonia Vicente Guerrero. Omgivningarna runt Colonia Vicente Guerrero är en mosaik av jordbruksmark och naturlig växtlighet.